# توماس هينينج
توماس هينينج (بالألمانية: Thomas Henning)‏ (و. 1956 – م) هو فيزيائي، وعالم فلك، وعالم فيزياء فلكية، وأستاذ جامعي من ألمانيا. ولد في يينا.

## مناصب وهيئات
أدار جامعة هايدلبرغ، وجامعة يينا.